# روجر كروس (لاعب كرة قدم)
روجر كروس (بالإنجليزية: Roger Cross)‏ (20 أكتوبر 1948 في المملكة المتحدة - ) هو لاعب كرة قدم بريطاني في مركز الهجوم. لعب مع نادي برينتفورد ونادي فولهام ونادي ليتون أورينت ونادي ميلوول ووست هام يونايتد وسياتل ساوندرز.

## وصلات خارجية
- روجر كروس على موقع قاعدة بيانات كرة القدم.إي يو (الإنجليزية)